# Sasser (Georgia)
Sasser – miasto w Stanach Zjednoczonych, w stanie Georgia, w hrabstwie Terrell.